# Marija Magdalena (Pušća)
Marija Magdalena je naseljeno mjesto u Republici Hrvatskoj u Zagrebačkoj županiji. 

## Zemljopis
Administrativno je u sastavu općine Pušća. Naselje se proteže na površini od 1,58 km².

## Stanovništvo
Prema popisu stanovništva iz 2001. godine u naselju Marija Magdalena žive 244 stanovnika i to u 68 kućanstava. Gustoća naseljenosti iznosi 154,43 st./km².
| broj stanovnika | 168   | 176   | 179   | 192   | 195   | 179   | 192   | 223   | 218   | 212   | 226   | 217   | 219   | 225   | 244   | 263   | 220   |
|                 | 1857. | 1869. | 1880. | 1890. | 1900. | 1910. | 1921. | 1931. | 1948. | 1953. | 1961. | 1971. | 1981. | 1991. | 2001. | 2011. | 2021. |

## Znamenitosti
- Kapela sv. Marije Magdalene, zaštićeno kulturno dobro